# Lista de tenistas
Esta é uma lista de tenistas.

## Alemanha
- Angelique Kerber
- Boris Becker
- Friedrich Traun
- Florian Mayer
- Julia Goerges
- Steffi Graf
- Sabine Lisicki
- Tommy Haas
- Daniel Brands
- Philipp Kohlschreiber

## Argentina
- David Nalbandian
- Gabriela Sabatini
- Gaston Gaudio
- Gisela Dulko
- Guillermo Coria
- Guillermo Vilas
- Juan Martin del Potro
- Marco Trungelliti
- Guido Andreozzi
- Martín Alund
- Carlos Berlocq

## Austrália
- Patrick Rafter
- Rod Laver
- Mark Philippoussis
- Jelena Dokic
- Lleyton Hewitt
- Samantha Stosur

## Bélgica
- Justine Henin-Hardenne
- Kim Clijsters
- David Goffin

## Brasil
- Beatriz Haddad Maia
- Bruno Soares
- Gustavo Kuerten
- Luisa Stefani
- Maria Esther Bueno
- Thiago Monteiro

## Chipre
- Fotis Natsikas
- Vasilis Stefanou
- Andreas Kleanthous
- Alexander Michaelidis
- Neofytos Siakos

## China
- Na Li
- Zheng Jie

## Reino Unido
- Andy Murray
- Tim Henman
- Wally Masur

## Croácia
- Goran Ivanišević
- Ivan Ljubičić
- Mario Ančić
- Ivo Karlovic
- Marin Cilic
- Ivan Dodig

## Eslováquia
- Daniela Hantuchová
- Dominika Cibulková
- Martin Klizan

## Espanha
- Albert Costa
- Alex Corretja
- Anabel Medina Garrigues
- Arantxa Sánchez Vicario
- Carlos Moyá
- Conchita Martínez
- David Ferrer
- Felix Mantilla
- Rafael Nadal
- Juan Carlos Ferrero
- Fernando Verdasco
- Feliciano Lopez
- Tommy Robredo
- Albert Montañes
- Nicolas Almagro
- Guillermo Garcia-Lopes
- Oscar Hernandez
- Roberto Bautista-Agut

## França
- Aravane Rezai
- Amélie Mauresmo
- Marion Bartoli
- Tatiana Golovin
- Gael Monfils
- Gilles Simon
- Richard Gasquet
- Jo-Wilfried Tsonga
- Julien Benneteau

## Portugal
- Ana Catarina Nogueira
- Ana Gaspar
- Bernardo Mota
- Catarina Ferreira
- Emanuel Couto
- Frederica Piedade
- Frederico Ferreira Silva
- Frederico Gil
- Gastão Elias
- João Cunha e Silva
- João Sousa
- Leonardo Tavares
- Magali de Lattre
- Maria João Koehler
- Michelle Larcher de Brito
- Nuno Marques
- Pedro Sousa
- Rui Machado

## Sérvia
- Ana Ivanovic
- Jelena Jankovic
- Novak Djokovic
- Viktor Troicki
- Janko Tipsarevic

## Suíça
- Martina Hingis
- Roger Federer
- Stanislas Wawrinka
- Patty Schnyder

## Suécia
- Björn Borg
- Magnus Norman
- Mats Wilander
- Stefan Edberg
- Robin Soderling

## Taipé Chinesa
- Peng Hsien-yin

## Ucrânia
- Andrei Medvedev
- Alyona Bondarenko
- Kateryna Bondarenko
- Alexandr Dolgopolov

## Ver Também
- Listas de Melhores Tenistas